# Montero de Espinosa

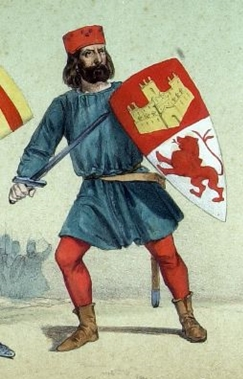
Montero de Espinosa en un dibujo realizado por el Conde de Clonard en su obra Álbum de Infantería Española

Los monteros de cámara o monteros de Espinosa son un cuerpo de la Guardia Real española, cuya función a sus inicios era la guardia nocturna de la alcoba de los Reyes de Castilla. La organización fue instituida en el año 1006. Actualmente, la Compañía Monteros de Espinosa, forma parte de la Guardia Real dentro del Grupo de Honores.

## Funciones e historia
Su misión era custodiar la alcoba de los Reyes de Castilla, cerrar el palacio y custodiar sus llaves, así como velar que nadie permaneciera en él, incluido el servicio y demás cortesanos que tuviesen acceso diurno. También debía escoltar a los miembros de la familia real donde quiera que quisieran ir durante sus horas de guardia, aun fuera de palacio. En tiempo de enfermedad o muerte, el servicio se extendía a las horas del día. Durante las ceremonias de Estado asistían a ellas y eran la escolta fúnebre que velaba al difunto hasta su sepultura.
El montero de cámara debía ser hidalgo y natural u originario de la villa de Espinosa. Esta guardia fue instituida por Sancho García, conde de Castilla, que según la leyenda tratando de premiar a un escudero que le había descubierto una traición, le dio heredamiento en Espinosa y a sus descendientes privilegio al título y empleo de ser sus guardias de escolta,entonces tanto noche como de día. Pero desde Felipe I se hizo su servicio únicamente de noche, aunque durante las largas enfermedades que hicieron mantener al rey Felipe II postrado, su turno se hizo por largo tiempo extensivo de nuevo al diurno. Al comienzo de su historia, al igual que los somatophylakes de Alejandro Magno, o los huscarles de los reinos nórdicos, eran un reducido número de escolta personal condal, pero a lo largo de los siglos serían aumentados por sucesivos monarcas castellanos hasta alcanzar su máximo de 48 bajo el reinado de Isabel la Católica, y su nieto Carlos I que, por breve tiempo tras llegar de Flandes, sustituyó su servicio por el de los Archeros de Borgoña que traía bajo el mando del capitán Martín Preboste, de Malinas.

La Torre de Babel, de Pieter Brueghel el Viejo. Alegoría al Emperador Habsburgo, escoltado por su pareja de monteros.

Las Cortes de Castilla exigieron que los usos y costumbres del Reino prevalecieran ante la nueva dinastía, y entre ellos su custodia personal por los monteros, que no usaban capitán otro que el mismo rey, mientras en tierras castellanas residiese, compartiéndose desde entonces su custodia con la guardia de flamencos que mantuvo, y siendo su teniente el Mayordomo Mayor del reino y durante su ausencia, su regente. El rey Fernando el Católico durante su impuesta regencia, la aumentó a 12 más aún para la guardia diurna y nocturna de su reina hija, Juana I confinada fuera de la Corte mientras viviese, pues por motivos de interés en la regencia no la podía hacer abdicar, y en tanto alcanzara su propio nieto mayoría de edad para tomar pleno gobierno como corregente de Castilla.
El uniforme de la Guardia de Monteros de Espinosa cambió y se adaptó a los tiempos y usos a lo largo de las diferentes épocas. Originariamente fue distintivo el que no usaban de armadura o armas pesadas, siendo principalmente unidad de escolta personal en actos oficiales y domésticos, fuera de campaña. Sus armas estaban orientadas al cuerpo a cuerpo directo y en espacios limitados fuera de la primera línea de defensa de otros cuerpos, maceros, alabarderos y caballería. Hacían la guardia armados de espada corta, bracamante o estoque medieval y escudo ligero, que se superaría después con la rodela o broquel, de más fácil porte. Además estaban a cargo de llevar las linternas de turno nocturno o mortuorio, y en ocasiones venablos de la Montaña o Vizcaínos y farol de mano. Usaban calzas y jubón del mismo color, y por encima sobreveste o tabardo de gules o gualdo. Sobre la cabeza usaron monteras o birrete común a los caballeros cristianos, que después sería llevado al norte de África por moriscos y judíos, donde se convertiría en el fez, en uso hasta hoy. Iban adornados de pluma de búho nival o avestruz y nudo de siemprevivas. Tiempo después sería actualizado sucesivamente por el chambergo burgalés y los tricornios y bicornios consiguientes, todos ellos adornados en su color negro, con la distintiva escarapela roja hispana. En las estipulaciones que para el Cuerpo dejó en Carta el rey Enrique I de Castilla con fecha en 1206, aparte de otras concesiones, estaba el que les sería entregado paño colorado real, para la librea de su vestimenta. Color con el que serían vestidos todos aquellos pertenecientes al servicio de la casa Real de Castilla, hasta su unificación a la Corona de Aragón, en que el gualdo sería también añadido y pasaría a mayor representación durante el Imperio. Siendo solo a la llegada de la dinastía de Borbón en que las tropas de los reinos unificados en la península recibirían su mayor reorganización contemporánea y que cambiarían al azur de la librea francesa, más económico de mantener también.
Tras el exilio del rey Alfonso XIII y la proclamación de la Segunda República Española en 1931, quedaría disuelto este cuerpo de guardia y no volvería a ser restablecido salvo en nombre a título póstumo a una compañía del Ejército de Tierra, integrada en el Grupo de Honores de la Guardia Real, tras la instauración borbónica en 1975 con el rey Juan Carlos I. Como parte de su labor honorífica, fueron los encargados de sacar el féretro de Juan de Borbón del Palacio Real y colocarlo en el armón el día de su funeral, el 3 de abril de 1993.